# Humbercourt
Humbercourt är en kommun i departementet Somme i regionen Hauts-de-France i norra Frankrike. Kommunen ligger i kantonen Doullens som tillhör arrondissementet Amiens. År 2022 hade Humbercourt 253 invånare.

## Befolkningsutveckling
Antalet invånare i kommunen Humbercourt
| Referens: INSEE |